# Artec 3D
Artec 3Dは 3Dスキャニングハードウェアおよびソフトウェアのデベロッパー兼メーカーである。同社は本社をルクセンブルクに構え、米国（サンタクララ)、モンテネグロ(バール)と中国（上海市）に子会社があります。Artec 3Dの製品とサービスは、エンジニアリング、医療、メディア、デザイン、エンターテインメント、教育、ファッション、遺跡保全など、幅広い業界で使用されています。 2013年、Artec 3Dは、3Dポートレート（シェーピー）を作成する「Shapify.me（シェーピファイ・ミー）」と呼ばれる自動全身3Dスキャニングシステムを発表しました。

## 技術
3Dスキャナはオブジェクトのジオメトリをキャプチャし、3次元のデジタルモデルを生成します。Artecの3Dスキャナはストラクチャード・ライト・スキャン技術を採用しています。 これは、複数の平行ビームをオブジェクトに照射することで生まれるパターンに光を投影することにより動作します。オブジェクトにグリッドパターンを投影することにより、スキャナがさまざまな角度からの変形や歪みをキャプチャし、 三角測量によりオブジェクトの特定地点までの距離を算出します。このようにして得た3次元座標を用いて、実際のオブジェクトをデジタルで再構築していきます。 光スキャナは青色または白色のいずれかのLEDを使います。Artecスキャナは後者を使用しています。 使用される光の種類は、技術を支えるプロセスやコンセプトに影響を及ぼしません。

## ハードウェア

### Eva
Eva は2012年に発売されたハンドヘルドカラースキャナ で、1秒あたり最大200万ポイントまでキャプチャ、処理することができます。このスキャナは中型～大型のオブジェクトのキャプチャに最適なように設計されています。デバイスは最至近距離からはと214 x 148 mm、再遠距離からは536 x 371 mmの面積をそれぞれキャプチャできます。最大3D解像度は0.5 mm、3Dポイント精度は0.1 mmとなっています。  Evaはオブジェクトから0.4 m～1 m離れた距離からスキャンでき、1秒あたり最大16フレームをキャプチャします。 キャプチャしたデータはOBJ、PLY、WRL、STL、AOP、ASCII、PTX、E57、XYZRGBといったファイル形式でエクスポートできます。 Evaはウォームアップ不要で、電源を入れてすぐにスキャンできます。

### Spider
2013年に発売されたSpiderはハンドヘルドの3Dカラースキャナで、小型オブジェクトやより複雑なオブジェクトを高解像度・高精度でキャプチャするように設計されています。 このデバイスの最大3D解像度は0.1 mm、最大ポイント精度は0.05mmです。Spiderはオブジェクトにマーキングする必要も、後処理中に手動で位置合わせする必要もありません。最高精度を実現するために、30分間のウォームアップを必要としています。このデバイスで生成されたデータはOBJやSTLなど、さまざまなファイル形式にエクスポートできます。

### Space Spider
Space Spiderは2015年に発売されたハンドヘルドの3Dカラースキャナです。Space Spiderは光源として青色LEDを使用しており、最大3D解像度は0.1mm、精度は0.05mmとなっています。オブジェクトから170mm～350mm離れた距離からスキャンできます。 このデバイスは、元々、国際宇宙ステーションで使えるように開発されており、宇宙で使用される電気機器が一般的に抱える問題であるオーバーヒートが起きないよう、高性能温度調整システムを搭載しています。 スキャナを3分間ウォームアップすることにより、最高精度を実現でき、数時間頻繁に使用した場合でもこの精度を確保しています。

### Ray
Rayは大型オブジェクトや広い空間を最長110メートル離れた距離から詳細にキャプチャすることができるように設計された、ポータブル3Dレーザースキャナです。2018年に発売されたRayは、サブミリ精度（最高0.7mm）でスキャンし、ほとんどノイズを発生しないため、後時間にかかる時間を大幅に短縮しました。Artec Rayはリバースエンジニアリング、検査、遺跡保全に最適です。屋内外問わずに快適にご使用いただけます。この小型（5キロ未満）のLIDARソリューションは、バッテリーを内蔵しており、必要な現場で最長4時間、電源を気にせずにスキャンできるモバイルスキャナです。5メガピクセルのカメラを2台内蔵させ、美しい発色を実現しています。スキャンデータを便利な機能満載の後処理ソフトウェア「Artec Studio」に直接保存することができます。また、Geomagic Design Xにエクスポートすることもできます。さらに、iPhone / iPadにArtec Remoteアプリ（WiFi）をインストールし、Rayをリモコン操作することもできます。リモコンからプレビューの表示、1つまたは複数のスキャンエリアの選択、スキャン、SDカードへの直接保存、スキャン設定の変更、バッテリーやスキャナ状態の確認を行うことができます。

### Shapify Booth
Shapify Boothは2014年に発売された自動全身3Dスキャニングブースで、Artecのハンドヘルドスキャナを4台とステーショナリープラットフォームを搭載しています。3Dスキャナが被写体である人物の周りを360°回転し、12秒で700面をキャプチャします。その後、キャプチャされたデータから、完璧なフルカラー3Dプリンタブルモデルが自動的に生成されます。所要時間は5分です。Shapify Boothsは世界中のどこでも、企業が購入したり、リースしたりすることができます。

### Broadway 3D
BroadwayはArtecがArtec IDブランドとして開発した顔認識バイオメトリクスシステムです。 このデバイスには3Dビジョンシステムが搭載されており、ミリ単位の差異まで、形状の違いを正確に区別します。1秒未満で顔認識を行い、2秒で登録を行います。Broadway 3Dは0.8 m～1.6 mの距離にいる人物を、1分間に最高60人まで認識します。 このデバイスは、2014年冬季オリンピックのセキュリティ強化のため、ソチ国際空港で採用されました。

### Leo
Leoは、2018年にリリースされた自動かつオンボード上でのプロセシング機能を備えた、人間工学に基づいて設計されたハンディ型3Dカラースキャナ。タッチスクリーンパネルを備えており、スキャンしたオブジェクトのビビッドな3Dレプリカを、リアルタイムで即確認が可能。ユーザーはモデルを回転およびズームすることで、欠落した部分があるかの確認もできるため、1 回のスキャンで完全にカバーすることができる。キャプチャ可能距離は0.35 - 1.2 m。小さなパーツから犯罪現場や重機のような広範囲のエリアに至るまで、あらゆるものをキャプチャできるように設計されたプロフェッショナル高速スキャナ。視野角度は38.5 ×23°、容積のキャプチャ可能範囲は160,000 cm3、データ取得速度は最大300万ポイント/秒。ターゲットマーカーは必要なく、明るい昼間や完全な暗闇の中でも、どんな明るさでも効果的に動作する。持ち運び可能で、ケーブルは必要としない完全なワイヤレススキャナ。SSDメモリーカードがあれば、無制限のキャプチャが可能。TX1 Quad-core ARM® Cortex-A57 MPCore CPUを使ったNVIDIA® Jetson™ platformと、256 NVIDIA® CUDA® Coresを使った NVIDIA Maxwell™ 1 TFLOPS GPUを搭載。加速度計、ジャイロおよびコンパスが付いた9 DoF慣性システムで、常に物理的な位置も把握可能。

### Micro
Microは、非常に小さな物体のデジタルレプリカを作成するために設計された、自動デスクトップ3Dスキャナです。2019年にリリースされたMicroのツインカラーカメラは、最大90mm x 60mm x 60mmのサイズの物体をスキャンするための2軸回転システムと統合されました。Microはブルーライト技術を利用して、最大10ミクロンの3D精度を持ち、STL、OBJ、PTXなどの一般的なファイル形式にエクスポートします。スキャンを準備するには、物体をMicroのスキャンプラットフォームに配置するだけです。ユーザーは、事前に選択されたスキャンパスから選択するか、独自のスキャンパスを選択すると、スキャンを開始できます。Microは、品質検査や非常に小さな物体のリバースエンジニアリングにおいて人気のある選択肢であり、歯科用品や宝石などにも使用できます。

## ソフトウェア
Artec Studio
Artec Studio は3Dスキャニングと後処理を行うためのソフトウェアプログラムです。データをキャプチャしたら、いくつかの「スキャンデータ」に分割し、それを処理した後に3Dモデルにメッシュ化していきます。Studio には「オートパイロット」と呼ばれる完全自動後処理モードが搭載されており、これを使うことで、ユーザーはスキャンしたオブジェクトの特徴に関するいくつかの質問に答えていくことで後処理できます。 オートパイロットモードでは、自動的にスキャンデータの位置合わせを行い、後処理にどのアルゴリズムを使うかを決定し、キャプチャした余分なデータや土台データなどを消去します。 作業が完了するとスキャンデータを3D Systems Geomagic Design X やSOLIDWORKSに直接エクスポートし、CADで細かい作業をすることができます。
Artec ScanApp
Artec ScanAppは（El Capitan & Yosemiteに対応した）Mac OS X用のアプリケーションで、Artec Eva 3DスキャナでキャプチャしたデータをMacintoshコンピュータで取り込むことができます。 ScanAppを使って収集されたデータは、そのままソフトウェア内で処理したり、Artec Studio がインストールされているWindowsコンピュータにエクスポートし、細かい処理作業をしたりすることができます。
Artec Scanning SDK
ArtecスキャニングSDKはソフトウェア開発キット（SDK）を使えば、個人や企業がArtecハンドヘルド3Dスキャナで使える既存のソフトウェアアプリケーションをカスタマイズしたり、新しいソフトウェアアプリケーションを開発したりすることができます。

## 業界と用途
Artec 3Dのハンドヘルドスキャナやソフトウェアは幅広い業界で使われています。各業界での主な使用例：
エンジニアリングおよび製造 3Dデジタルモデル活用例：
- 英国の給水会社であるThames Waterは、水道管のデジタルモデルを作成し、これらの状態を調査し、保守の優先順位付けを行いました。[44][45]
- 自動車のフロア部分。車載用カスタマイズアクセサリーのメーカーであるNika Holdingは作成したデジタルモデルを用いて、カスタマイズしたフロアマットを作成しました。[5]

医療 3Dデジタルモデル活用例：
- The London Orthotic Consultancyは非骨癒合性斜頭症に苦しむ乳幼児向け保護ヘルメットを作成しました。[46]
- カスタマイズした義肢や装具が作成されています。[47]
- 顔の整形手術や再建手術を受けた患者さん向け、手術前/手術後の顔用マスクが作成されています。[48]

科学および教育 グローバルリサーチやデジタルデータ保存の例：
- トゥルカナ盆地研究所（Turkana Basin Institute：TBI）とルイーズ・リーキーによりトゥルカナ盆地（ケニア北部）で発掘された180万年前のワニや象、巨大カメの化石。[49]
- 3DプリンティングマーケットプレイスであるThreedingによるカタシロワシ、オジロワシ、キンメフクロウなど、55種の鳥類の絶滅危惧種および絶滅種。[50]
- 500の文化遺産施設（インドのラニ・キ・ヴァヴ階段井戸やワシントン記念塔など）および大英博物館が国際非営利団体であるCyArkと共に手掛けたアッシリア時代のレリーフコレクション。[51]
- Threedingと共に手掛けたスタラ・ザゴラ遺跡歴史博物館、ヴァルナ市とペルニク市の地方歴史博物館、国立軍事歴史博物館（ブルガリア）の歴史的収蔵物や宗教的収蔵物のコレクション。[52][53]
- ウィットウォータースランド大学は、アフリカ・ヨハネスブルグ近郊にあるライジングスター洞窟システムのディナレディ空洞でホモナレディ種の骸骨の化石をスキャンしました。[54]
- 米ミネソタ州にあるセントクラウド州立大学のビジュアリゼーションラボでは、インタラクティブな頭蓋骨博物館を開設し、これにより学生と講師陣が極めて壊れやすいオブジェクトを丹念に調査することが可能になりました。[55]
- 博物館学の授業の一環でミッド・パシフィック・インスティテュートの高校2年生と3年生の学生は歴史的遺物を作成しました。[56]

アートおよびデザイン スキャン例：
- バラク・オバマ米大統領は史上初となる大統領の3Dプリント胸像を作成しました。[57]
- 映画『ジュラシック・ワールド』の恐竜の頭部モデルを作成することにより、撮影中の必要に応じて縮小拡大をすることができました。[58]
- 2016年のスーパーボウル中に放送されるワンダフル・ピスタチオのコマーシャルのために、スティーヴン・コルベアの頭部モデルを作成しました。[59]
- CoKreeateは、テレビの司会者ラリー・キング、マーベル・コミックの前社長で会長のスタン・リー、米国人シンガーソングライター兼女優のクリスティーナ・ミリアンをモデルにした人形（ミニ・ミー）を制作しました。[60]